# سفر اللاويين
سفر اللاويين (بالعبرية: וַיִּקְרָא)، (بالإغريقية: Λευιτικόν)‏، (باللاتينية: Liber Leviticus)‏ هو ثالث أسفار موسى الخمسة والعهد القديم؛ ولا خلاف على قدسيته لدى جميع الطوائف المسيحية واليهودية؛ ترجع أصل التسمية إلى اللاويين الذين عُهد إليهم بشؤون الخدمة الكهنوتية في المجتمع اليهودي بشكل حصري.
تتفق العديد من الفرضيات التي قدمها العلماء حول أصول السفر على أنه تطور على مدى فترة طويلة من الزمن حتى وصل إلى شكله الحالي خلال الفترة الفارسية (538 ق.م. - 332 ق.م.)، على الرغم من أن هذا الأمر محل خلاف. تتكون معظم أصحاحات السفر (1-7، 11-27) من مخاطبة الإله يهوه لموسى، التي طلب من موسى أن يخبر بها بني إسرائيل. حدث ذلك خلال مرحلة خروج بني إسرائيل هربًا من مصر حين وصلوا إلى جبل سيناء. يروي سفر الخروج كيف أرشد موسى بني إسرائيل في بناء خيمة الاجتماع (الخروج 35-40) وفق تعليمات الإله (الخروج 25-31). في سفر اللاويين، يُخبر الإله بني إسرائيل وكهنتهم، هارون وأبنائه، كيفية تقديم القرابين في خيمة الاجتماع وكيفية التصرف أثناء التخييم حول الخيمة المقدسة. أكّدت تعليمات سفر اللاويين على الممارسات الطقسية والقانونية والأخلاقية بدلاً من المعتقدات. ومع ذلك، فهي تعكس وجهة النظر حول قصة الخلق في سفر التكوين، والتي مفادها أن الإله يرغب في العيش مع البشر. يُعلّم السفر أن الأداء الدقيق لطقوس القداسة يمكن أن تجعل ذلك ممكنًا، طالما أن الناس يتجنبون الخطيئة والنجاسة كلما أمكن ذلك. توفر الطقوس، وخاصة ذبائح الخطية والإثم، وسيلة للحصول على غفران الخطايا (اللاويين 4-5) والتطهير من النجاسات (اللاويين 11-16) حتى يتمكن الإله من الاستمرار في العيش في خيمة الاجتماع وسط الشعب.

## التسمية

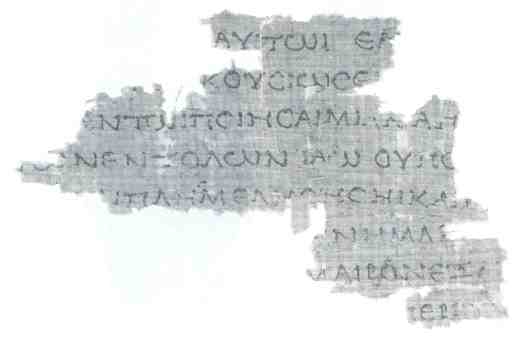
مخطوط 4Q120 المكتوب باليونانية يحتوي على فقرات من سفر اللاويين، ويرجع للقرن الأول قبل الميلاد.

يرجع اسم السفر "اللاويين" إلى الأصل اليوناني (بالإغريقية: Λευιτικόν)‏ الذي يشير إلى سبط لاوي قبيلة الكهنة الإسرائيليين. يُعد التعبير اليوناني بدوره أحد أشكال التعبير الحاخامي العبري "تورات كوهانيم" الذي يعني "شريعة الكهنة"، حيث أن العديد من قوانينه تتعلق بالكهنة.
في العبرية، يُسمّى الكتاب "فايكرا" (بالعبرية: וַיִּקְרָא)، من الكلمات الافتتاحية للسفر "فا-يكرا" التي تعني "ودعا الرب".

## البنية
تنقسم بنية سفر اللاويين إلى عدد من الموضوعات، كالتالي:
- شرائع القرابين (الأصحاحات 1: 1 - 7: 38)
  - تعليمات لشعب بني إسرائيل بشأن تقديم القرابين (1: 1 - 6: 7)
    - أنواع القرابين: المُحرقة، والحبوب، والسلام، والتطهير، وذبائح التكفير (أو الخطيئة) (الأصحاحات 1-5).

  - تعليمات للكهنة (6: 1 - 7: 38)
    - القرابين المتنوعة مع إضافة تقدمة الكهنة (6: 1 - 7: 36)
    - ملخص (7: 37-38)
- تنظيم الكهنوت (8: 1 – 10: 20)
  - رسامة هارون وأبنائه (الأصحاح 8)
  - هارون يقدم القرابين الأولى (الأصحاح 9)
  - الحكم على ناداب وأبيهو (الأصحاح 10)
- النجاسة وعلاجها (11: 1 – 15: 33)
  - الحيوانات النجسة (الأصحاح 11)
  - الولادة مصدر للنجاسة (الأصحاح 12)
  - الأمراض النجسة (الأصحاح 13)
  - التطهير من الأمراض (الأصحاح 14)
  - السيل (الإفرازات) النجس (الأصحاح 15)
- يوم الكفارة: تطهير المسكن من آثار النجاسة والخطيئة (الأصحاح 16)
- قانون القداسة (الأصحاحات 17 - 26)
  - القربان والطعام (الأصحاح 17)
  - السلوك الجنسي (الأصحاح 18)
  - الجوار (الأصحاح 19)
  - الجرائم الجسيمة (الأصحاح 20)
  - قواعد للكهنة (الأصحاح 21)
  - قواعد أكل القرابين (الأصحاح 22)
  - الاحتفالات (الأصحاح 23)
  - قواعد خيمة الاجتماع (الأصحاح 24: 1-9)
  - التجديف (الكُفر) (الأصحاح 24: 10-23)
  - سنوات السبت واليوبيل (الأصحاح 25)
  - الحث على طاعة الشريعة: البركة واللعنة (الأصحاح 26)
- فداء النذور (الأصحاح 27)

## الملخص

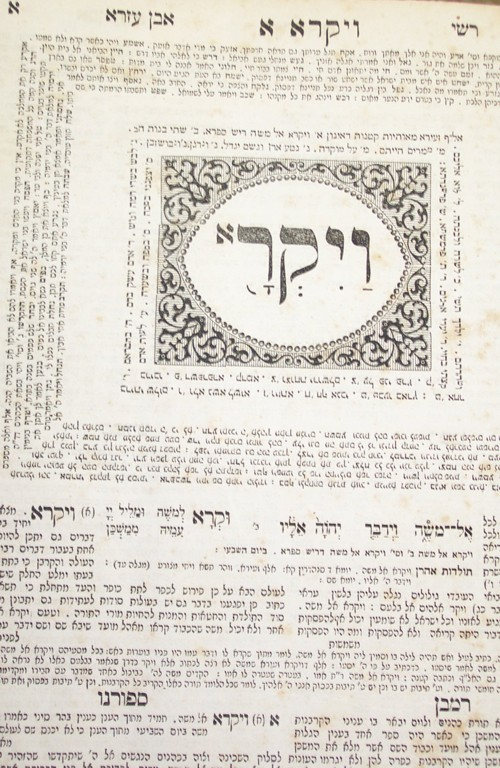
الصفحة الأولى من سفر اللاويين "فايكرو" بالعبرية، نسخة وارسو، 1860م.

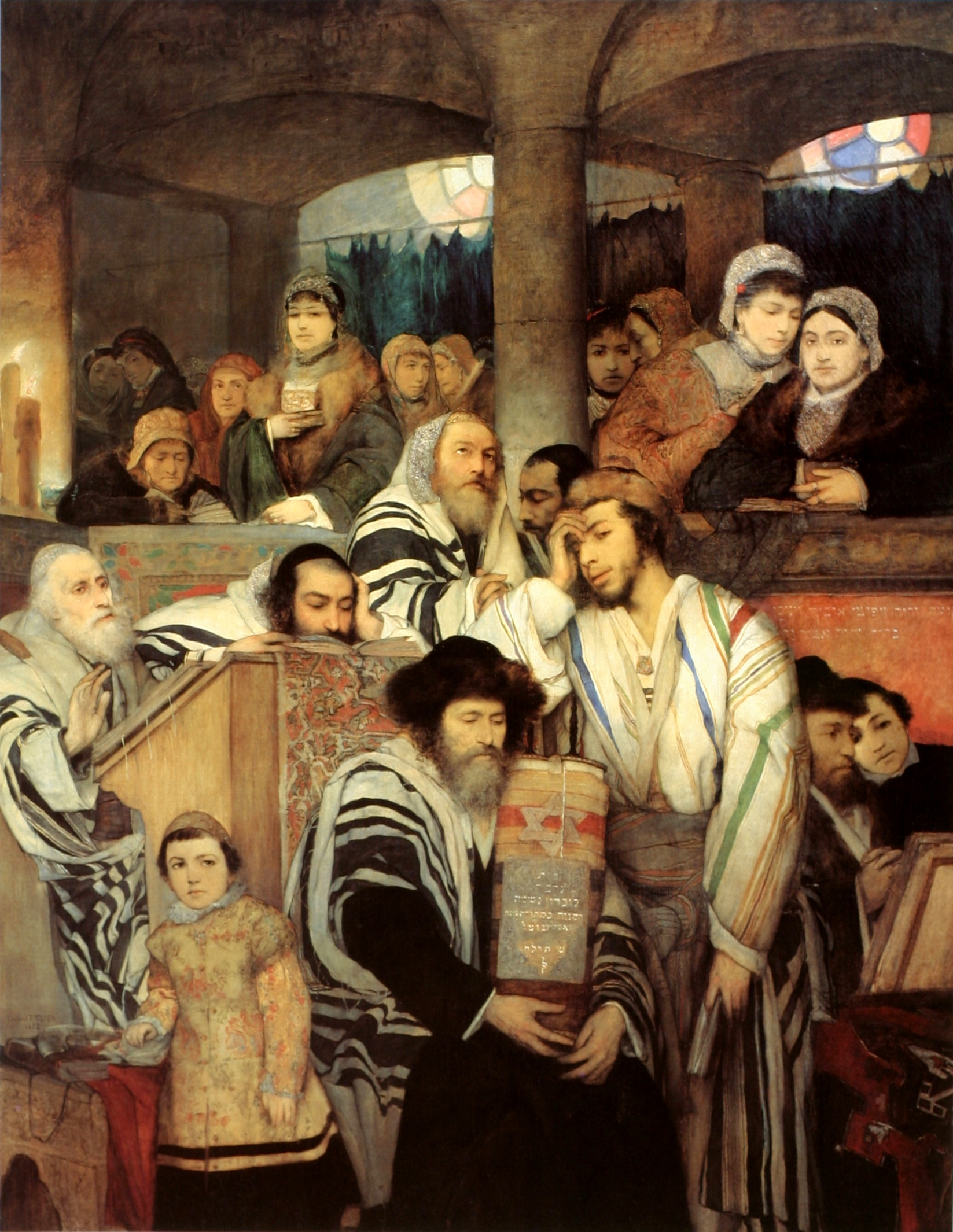
يهود يحتفلون بيوم الغفران الذي قام سفر اللاويين بتنظيمه، لوحة لمارسي جوتيب، 1838.

تصف الأصحاحات من 1 إلى 5 القرابين المختلفة بحسب غرض مقدّم القربان، وتتناول الأصحاحات 6-7 نفس الموضوع تقريبًا، ولكن بما هو واجب على الكاهن بخصوص هذه القرابين، باعتباره الشخص الذي يذبح القربان ويجب عليه معرفة كيفية تقسيم "الأجزاء". تُقسّم القرابين بين الإله والكاهن ومُقدمي القرابين، وفي بعض الحالات يكون القربان بأكمله للإله – أي يُحرق حتى يصير رمادًا. وتصف الأصحاحات 8-10 كيف كرّس موسى هارون وأبنائه كأول الكهنة، وأول ذابحي القرابين، وكيف أهلك الإله اثنين من أبناء هارون بسبب مخالفتهم للطقوس. كان الغرض من ذلك التكريس التأكيد على الطابع الكهنوتي للمذبح (أي هؤلاء الكهنة الذين لديهم القدرة على تقديم الذبائح لله) كامتياز هاروني، ولتوضيح مسؤوليات ومخاطر مركزهم.
بعد الانتهاء من وصف القرابين والكهنوت، ترشد الأصحاحات 11-15 الشعب إلى قواعد الطهارة. تبين الأصحاحات أسباب النجاسة مثل أكل بعض الحيوانات، والولادة؛ وبعض الأمراض الجلدية كالجذام، وكذلك بعض الحالات التي تؤثر على الجدران والملابس (العفن الفطري والحالات المشابهة)؛ والإفرازات الجسدية غير العادية، بما في ذلك الحيض الأنثوي وإفرازات الذكور (السيلان). تعد الأسباب الكامنة وراء شرائع الطعام غامضة. يبدو أن المبدأ حول تحديد هذه النجاسات أن كل هذه الحالات تنطوي أغلبها على فقدان "طاقة الحياة"، ولكن ليس فقط تلك التي يكون فيها فقدان للدم.
يتعلق الأصحاح 16 بيوم الكفارة (رغم أن هذه العبارة تظهر أولاً في اللاويين 23: 27)، وهو اليوم الوحيد الذي يدخل فيه رئيس الكهنة إلى قدس الأقداس. على رئيس الكهنة أن يذبح ثورًا عن خطايا الكهنة، وتيسًا عن خطايا الشعب. يرسل الكاهن عنزة ثانية إلى الصحراء إلى "عزازيل" حاملةً خطايا الشعب كله. هوية عزازيل غير معروفة، حيث تربطه بعض التقاليد المسيحية بملاك ساقط، وتترجمه الترجمات الإنجليزية القديمة للكتاب المقدس مثل نسخة الملك جيمس على أنه "كبش فداء". تتناول الأصحاحات 17-26 قانون القداسة، الذي يبدأ بحظر جميع طقوس ذبح الحيوانات، ثم يحظر قائمة طويلة من الاتصالات الجنسية وكذلك التضحية بالأطفال. ثم تبدأ أوامر "القداسة" التي أعطت القانون اسمه بتوقيع عقوبات على عبادة مولك، واستشارة الوسطاء والسحرة، ولعن الوالدين، والانخراط في ممارسة الجنس غير القانوني. ثم يتلقى الكهنة تعليمات حول طقوس الحِداد والعيوب الجسدية المقبولة. وحدّد القانون أن عقوبة الكُفر هي الموت، وحدّد كذلك قواعد لأكل القرابين؛ كما شرح التقويم، وقواعد سنوات السبت واليوبيل؛ وقواعد لمصابيح الزيت والخبز في المقدس، وقواعد العبودية. وينتهي القانون بإخبار بني إسرائيل أن عليهم الاختيار بين القانون والرخاء من ناحية، أو العقوبات الرهيبة من ناحية أخرى، والتي سيكون أسوأها الطرد من الأرض.
يُعد الأصحاح 27 عبارة عن إضافة متفرقة وربما متأخرة تحكي عن الأشخاص والأشياء التي تخدم الإله، وكيف يمكن للمرء أن يقدّم فداءًا للنذور بدلاً من الوفاء بها.

## التأليف

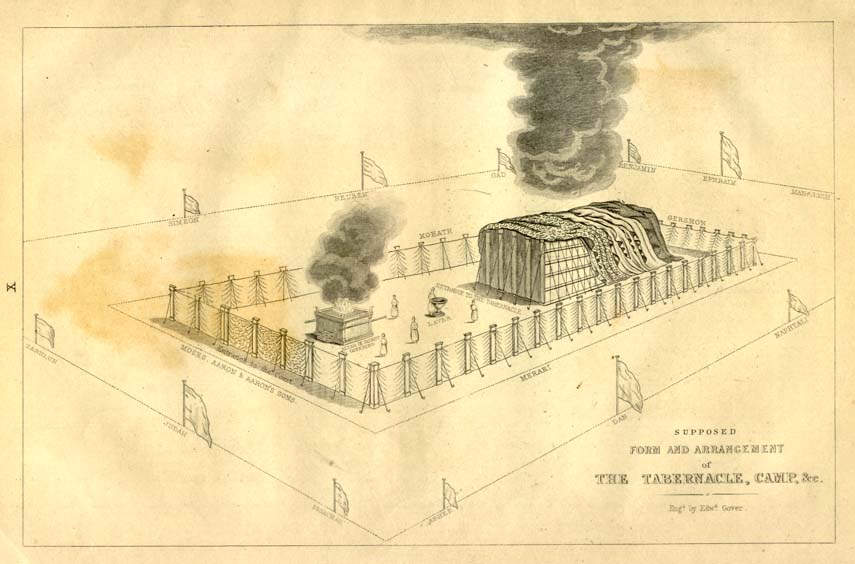
خيمة الاجتماع والمخيم (رسم من القرن التاسع عشر الميلادي).

تعتقد الطوائف اليهودية والمسيحية أن سفر اللاويين كسائر الأسفار الخمسة الأولى من العهد القديم ينسب إلى موسى، ولكن خَلَصَ غالبية علماء النقد النصي إلى أن أسفار موسى الخمسة حصلت على شكلها النهائي خلال الفترة الفارسية (538 ق.م. - 332 ق.م.). ومع ذلك، فقد مرّ سفر اللاويين بفترة طويلة من النمو قبل أن يصل إلى هذا الشكل. يرجع أصل سفر اللاويين بالكامل إلى المصدر الكهنوتي. يرى معظم العلماء أن الأصحاحات 1-16 (القانون الكهنوتي [الإنجليزية]) والأصحاحات 17-26 (قانون القداسة) هما من إضافات مدرستين مرتبطتين، ولكن رغم استخدام قانون القداسة لنفس المصطلحات التقنية مثل القانون الكهنوتي، إلا أنه يُوسّع معناها من طقوس تُمارس إلى طقوس دينية وأخلاقية تُحوّل القانون الكهنوتي إلى نموذج لعلاقة بني إسرائيل بالإله مثلما يحدث في حالة خيمة الاجتماع، الذي هي معزولة عن النجاسة، وتصبح مقدسة بحضور الإله ليسكن في وسط بني إسرائيل، كذلك ينال بنو إسرائيل الطهارة (يصيرون مقدسين) وينفصلون عن الشعوب الأخرى. ويبدو أن التعليمات الطقسية في القانون الكهنوتي نشأت من قيام كهنة بتحديد التعليمات والإجابة على الأسئلة المتعلقة بالأمور الطقسية؛ أما قانون القداسة، فكان بمثابة وثيقة منفصلة، وأصبح فيما بعد جزءًا من سفر اللاويين، لذا يبدو أنه من الأفضل اعتبار مؤلفي قانون القداسة محررين عدّلوا القانون الكهنوتي، وأنتجوا سفر اللاويين كما هو موجود الآن.

## السمات

### القرابين والطقوس
يرى العديد من العلماء أن طقوس سفر اللاويين لها معنى ديني فيما يتعلق بعلاقة بني إسرائيل بإلههم. لعب جاكوب ميلجروم دورًا مؤثرًا في نشر هذا الرأي، حيث أكد أن التنظيمات الكهنوتية في سفر اللاويين عبّرت عن نظام عقلاني للفكر الديني. توقع كُتّاب السفر أن تُطبّق التنظيمات في هيكل إسرائيل، بحيث تعبر الطقوس عن هذا النظام الديني أيضًا، فضلاً عن الاهتمام الأخلاقي بالفقراء. زعم ميلجروم أيضًا بأن قواعد الطهارة في السفر (الأصحاحات 11-15) لها أساس في التفكير الأخلاقي. اتفق العديد من المفسرين الآخرين مع ميلجروم في استكشاف الآثار الدينية والأخلاقية لتنظيمات سفر اللاويين، على الرغم من أن بعضهم شكّك في مدى منهجيتها حقًا. وبالتالي فإن الطقوس لم تكن سلسلة من الإجراءات تُجرى لذاتها، بل هي وسيلة للحفاظ على العلاقة بين الإله والعالم والبشر.

### الكهانة
كانت الوظيفة الأساسية للكهنة هي الخدمة عند المذبح، وأبناء هارون وحدهم هم الكهنة بالمعنى الكامل.. يُميّز سفر حزقيال أيضًا بين كهنة المذبح واللاويين، ولكن في سفر حزقيال كهنة المذبح هم أبناء صادوق بدلاً من أبناء هارون؛ يرى العديد من العلماء أن هذا من بقايا الصراعات بين الفصائل الكهنوتية المختلفة في أوقات الهيكل الأول، حيث أوجدوا الحل في الهيكل الثاني عن طريق تسلسل هرمي أعلاه كهنة المذابح الهارونيين وقاعدته اللاويين من الدرجة الأقل الذين يشملون المغنين وحراس البوابات وما شابه.
في الأصحاح 10، يقتل الإله ناداب وأبيهو أكبر أبناء هارون، لتقديمهما "بخورًا غريبًا". بقي لهارون ابنان آخران. فسّر المحللون عدة رسائل مختلفة من هذه الحادثة، حيث رأى جيرستنبرجر أنها انعكاس للصراعات بين الفصائل الكهنوتية في فترة ما بعد السبي؛ بينما يرى ميلجروم أنها كانت تحذيرًا من تقديم البخور خارج الهيكل، حتى لا يقعوا في خطر استدعاء آلهة غريبة. على أية حال، نتج عن تلوث الهيكل بجثث الكاهنين الميتين، أن تناول السفر السمة التالية، وهي القداسة.

### النجاسة والطهارة
تعتبر طقوس الطهارة أمرًا ضروريًا كي يتقرّب الإسرائيلي من الإله وكي يبقى جزءًا من المجتمع. تهدد النجاسة القداسة؛ لذا تستعرض الأصحاحات 11-15 الأسباب المختلفة للنجاسة، وتصف الطقوس اللازمة للطهارة؛ أول هذه الطقوس هو الحفاظ على النظافة من خلال مراعاة عدد من القواعد المتعلقة بالسلوك الجنسي، والعلاقات الأسرية، وملكية الأراضي، والعبادة، والقربان، وإحياء الأعياد.
وفقًا للمعتقد اليهودي القديم، كان يهوه يسكن مع بني إسرائيل في خيمة الاجتماع. تُركّز جميع الطقوس الكهنوتية على يهوه، وبناء والحفاظ على الأماكن المقدسة، لكن كانت هناك خطايا تُولّد النجاسة التي تدنّس خيمة الاجتماع (المسكن المقدس)، كما في الممارسات اليومية مثل الولادة والحيض. لذا، كان هناك حرص على الطهارة لأن الفشل في تطهير المكان المقدس شعائريًا، قد يؤدي إلى مغادرة الإله، وهو الأمر الذي سيكون كارثيًا.

### الأمراض المُعدية
في الإصحاح 13، يرشد الإله موسى وهارون حول كيفية التعرف على الأمراض المعدية والتعامل معها وفقًا لذلك. لم يُجمع مترجمو ومفسرو الكتاب المقدس العبري بمختلف اللغات على ماهية ترجمة كلمة "التزارات" (بالعبرية: צרעת). كانت الترجمة الأكثر شيوعًا هي أنه مرض الجذام المُعدي؛ ومع ذلك، الوصف المذكور في الأصحاح 13 لا يمثل المظهر القياسي للجذام. يُظهر علم الأمراض الجلدية الحديث أن العديد من الأمراض المعدية المذكورة في الأصحاح 13 كانت على الأرجح عبارة عن فطريات جلدية، وهي أمراض جلدية شديدة العدوى.
يبدو أن المرض المعدي في الذقن الموصوف في الآيات 29-37 هو سعفة اللحية عند الرجال أو سعفة الوجه [الإنجليزية] عند النساء؛ وأن المرض المعدي الذي يؤدي إلى تساقط الشعر والصلع في نهاية المطاف هو سعفة الرأس (سعفة قرعية). كما يبدو أن الآيات من 1 إلى 17 تصف السعفة الجسدية.
تُرجمت الكلمة العبرية "بُهاق" في الآيات 38-39 على أنها "هرص" أو "نمش"، على الأرجح لأن المترجمين لم يعرفوا ما تعنيه في ذلك الوقت، وبالتالي ترجموها بشكل غير صحيح. في الترجمات اللاحقة، تُرجمت إلى بهاق. ومع ذلك، لا يُعد البهاق مرضًا معديًا. من المرجح أن هذا المرض، الذي يوصف بأنه يشفي نفسه ويترك بقعًا بيضاء بعد الإصابة، هو النخالية المبرقشة (السعفة المبرقشة). يشير مصطلح "هرص" في الأصل إلى تفشي المرض، والذي تطور فيما بعد ليعني آفات تشبه السعفة. لذلك، كان الاسم الشائع لسعفة القدم "هرص قدم كانتلي". بالإضافة إلى ذلك، تصف الآيات 18-23 العدوى بعد الحرق السمطي، وتصف الآيات 24-28 العدوى بعد الحروق.

### الكفّارة

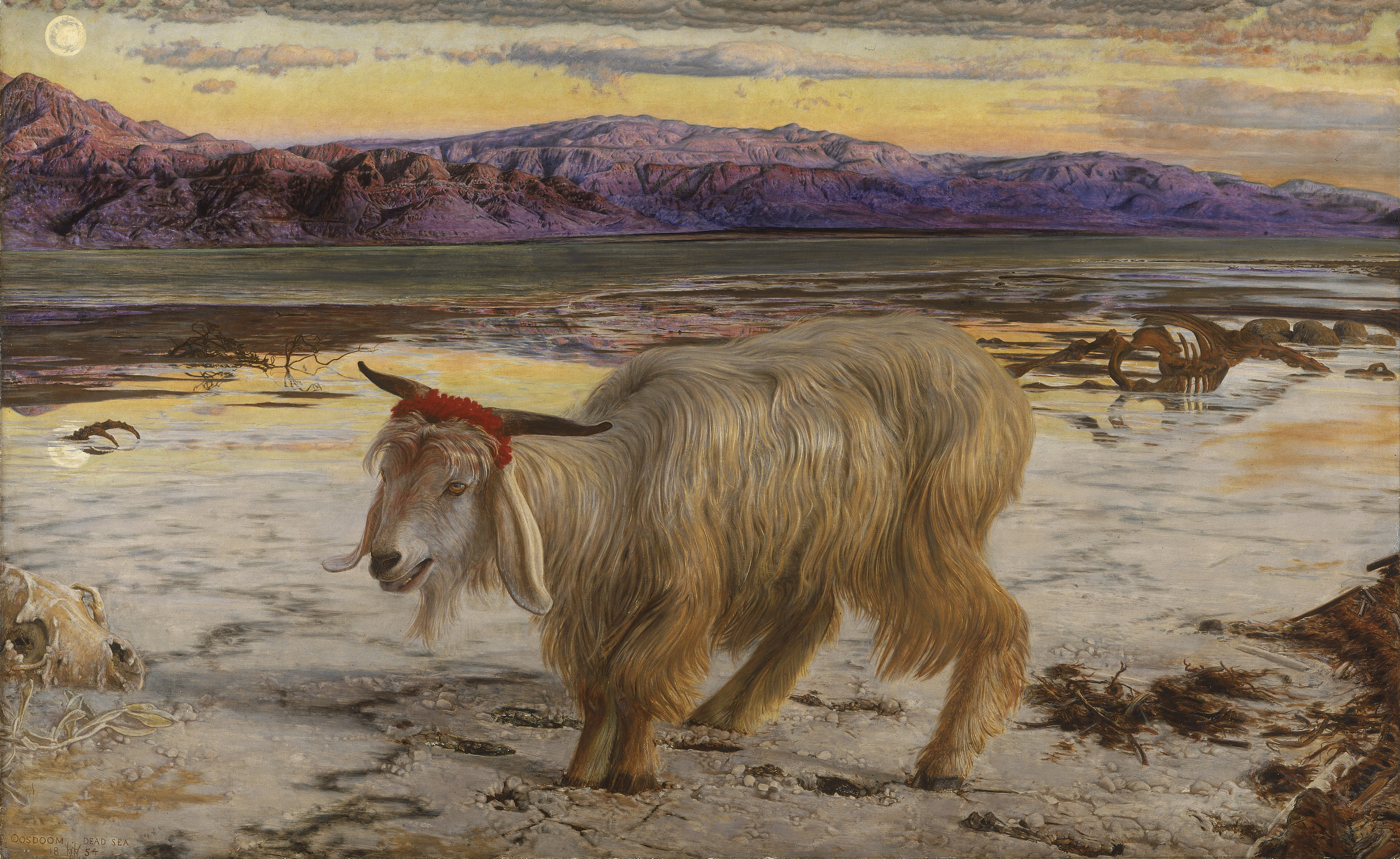
كبش الفداء (لوحة ويليام هنت، 1854م)

من خلال القربان، يُكفّر الكاهن عن الخطيئة وينال مقدّم القربان المغفرة (ولكن فقط إذا قبل يهوه القربان). تتضمن طقوس الكفارة سكب أو رش الدم كرمز لحياة الضحية، فالدم لديه القدرة على محو الخطيئة أو امتصاصها. يعكس تقسيم السفر المكون من جزأين من الناحية الهيكلية دور الكفارة، فالأصحاحات 1-16 تدعو إلى التأسيس لطقس الكفارة، والأصحاحات 17-27 تدعو إلى حياة المجتمع المكفر عن خطاياه في جو من القداسة.

### القداسة
يتكرر في الأصحاحات 17-26 عبارة، "تكونوا قديسين، لأني أنا الرب إلهكم قدوس". كان للقداسة في إسرائيل القديمة والكتاب المقدس العبري معنى مختلف عن الاستخدام المعاصر، ربما كان من الممكن اعتبارها جوهر يهوه، وهي قوة غير مرئية ولكنها مادية قد تكون خطرة. كانت هناك أشياء معينة، أو حتى أيام، مقدسة؛ استمدت تلك الأشياء قداستها من ارتباطها بيهوه كاليوم السابع وخيمة الاجتماع، كما استمد الكهنة قداستهم منه. لذا، كان على بني إسرائيل الحفاظ على قداستهم لكي يعيش بأمان إلى جانب الإله، كما كانت القداسة ضرورية لاستحقاقهم أرض الميعاد (أرض كنعان)، حتى يصبح اليهود شعبًا مقدسًا: «مثل عمل أرض مصر التي سكنتم فيها لا تعملوا، ومثل عمل أرض كنعان التي أنا آت بكم إليها لا تعملوا، وحسب فرائضهم لا تسلكوا. أحكامي تعملون، وفرائضي تحفظون لتسلكوا فيها. أنا الرب إلهكم.»(اللاويين 18: 3-4)

## الاستخدام لاحقًا

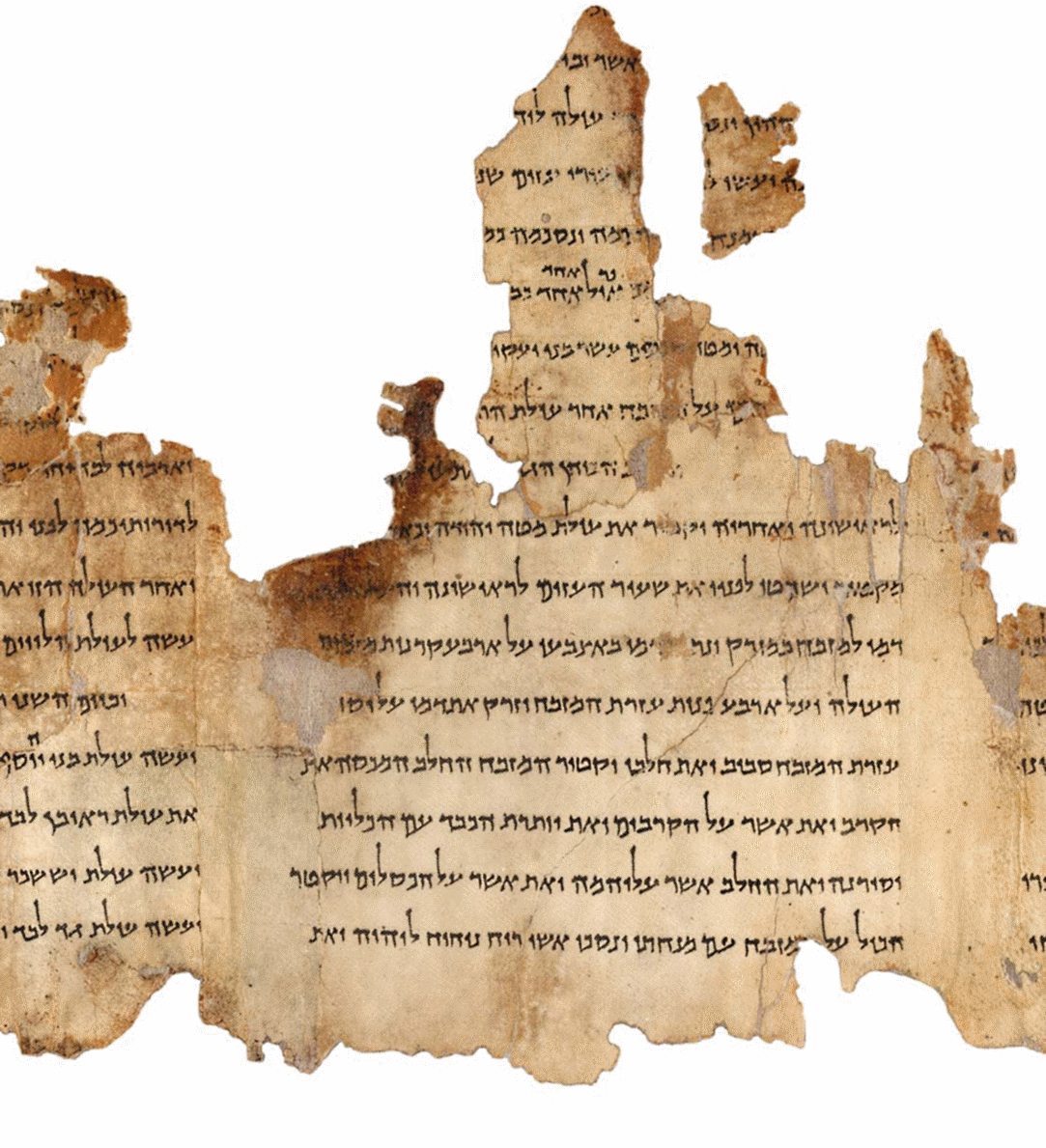
جزء من مخطوطة الهيكل

كجزء من التوراة، اعتمد الهيكل الثاني في القدس وكذلك للهيكل السامري على سفر اللاويين كسفر للشريعة. يتجلى تأثير السفر في مخطوطات البحر الميت، التي تضمنت أجزاء من سبعة عشر مخطوطة لسفر اللاويين يعود تاريخها للفترة بين القرن الثالث قبل الميلاد إلى القرن الأول قبل الميلاد. تستشهد العديد من مخطوطات قمران الأخرى بالسفر، وخاصة مخطوطة الهيكل [الإنجليزية] ومخطوطة 4QMMT [الإنجليزية].
لم يلتزم اليهود والمسيحيون بتعليمات سفر اللاويين بشأن القرابين الحيوانية منذ القرن الأول الميلادي، بعد تدمير الهيكل الثاني في القدس سنة 70م. وبما أنه لم يعد هناك هيكل لتقديم القرابين الحيوانية، فقد ركزت اليهودية على الصلاة ودراسة التوراة، مما أدى في النهاية إلى ظهور اليهودية الحاخامية. ومع ذلك، يشكل سفر اللاويين مصدرًا رئيسيًا للشريعة اليهودية، وهو تقليديًا أول كتاب يتعلمه الأطفال في نظام التعليم الحاخامي. هناك مدراشان رئيسيان حول سفر اللاويين — الهالاخي (سيفرا) والآخر الأكثر تشددًا (فايكرا راباه [الإنجليزية]).
يستخدم العهد الجديد، وخاصة الرسالة إلى العبرانيين، أفكارًا وصورًا من سفر اللاويين لوصف يسوع بأنه رئيس الكهنة الذي يقدم دمه كذبيحة خطية. لذلك، لا يُقدّم المسيحيون أيضًا قرابين حيوانية، لأنه كما لخص جوردون وينهام: «بموت المسيح، قُدّمت "المحرقة" الكافية الوحيدة مرة واحدة وإلى الأبد، وبالتالي فإن القرابين الحيوانية التي كانت رمزًا لتضحية المسيح أصبحت قديمة.»
يرى المسيحيون عمومًا أن العهد الجديد يحل محل قواعد طقوس العهد القديم، والتي تتضمن بعض القواعد الواردة في سفر اللاويين. لذلك، لا يتبع المسيحيون عادة قواعد سفر اللاويين فيما يتعلق بالنظام الغذائي والطهارة والزراعة. ومع ذلك، فقد اختلفت التعاليم المسيحية حول حدود الخط الفاصل بين القواعد الطقسية والأخلاقية. في رسالته "المواعظ عن اللاويين"، شرح أوريجانوس صفات الكهنة كنموذج للمسيحيين ليكونوا كاملين في كل شيء، صارمين، حكماء، ويحاسبوا أنفسهم، ويغفروا الخطايا، ويهدوا الخطاة (بالكلمات والعقيدة).

## مواقع خارجية
- النص الكامل لسفر اللاويين باللغة العربية بالتشكيل والترميز  (من موقع الكنيسة)
- تفسير سفر اللاويين.

| سبقه سفر الخروج | العهد القديم | تبعه سفر العدد |